# Festuca changduensis
Festuca changduensis är en gräsart som beskrevs av L.Liou. Festuca changduensis ingår i släktet svinglar, och familjen gräs.
Artens utbredningsområde är Tibet. Inga underarter finns listade i Catalogue of Life.